# Едгар Саллі
Едгар Саллі (фр. Edgar Salli; нар. 17 серпня 1992, Гаруа) — камерунський футболіст, півзахисник «Нюрнберга» та національної збірної Камеруну.

## Клубна кар'єра
У дорослому футболі дебютував 2008 року виступами за «Нгаундере» з другого дивізіону Камеруну, в якому провів один сезон.
Своєю грою за цю команду привернув увагу представників тренерського штабу клубу «Котон Спорт», до складу якого приєднався 2009 року. Відіграв за команду з Гаруа наступні два сезони своєї ігрової кар'єри, допомігши команді в обох стати чемпіоном Камеруну, а 2011 року виграти ще й національний кубок.
Влітку 2011 року його контракт викупив французький «Монако», який тільки-но понизився у класі, підписавши трирічний контракт. У першому сезоні монегасків в Лізі 2 Саллі регулярно потрапляв в стартовий склад, забив п'ять м'ячів, відзначився рядом гольових передач, але допомогти команді повернутися одразу в еліту не зумів. Проте вже у наступному сезоні 2012/13 грав переважно за другу команду, а у складі команди Клаудіо Раньєрі, яка того року виграла Лігу 2, з'явився лише один раз.
23 липня 2013 року на правах оренди до кінця сезону перейшов в «Ланс». У складі нової команди став основним гравцем, забив п'ять м'ячів у 27 матчах і допоміг команді повернутись в Лігу 1. Після цього також на правах оренди грав за португальську «Академіку» (Коїмбра) та швейцарський «Санкт-Галлен».
21 липня 2016 року підписав контракт з клубом другої німецької Бундесліги «Нюрнбергом».

## Виступи за збірні
Протягом 2009—2011 років залучався до складу молодіжної збірної Камеруну, у складі якої став віце-чемпіоном континенту та найкращим гравцем турніру 2011 року.
11 жовтня 2011 року дебютував в офіційних матчах у складі національної збірної Камеруну в товариській грі зі збірною Екваторіальної Гвінеї (1:1), відігравши увесь матч.
2014 року потрапив у заявку збірної на чемпіонат світу в Бразилії, після чого брав участь у Кубках африканських націй 2015 та 2017 років.

## Досягнення
- Чемпіон Африки: 2017
- Чемпіон Камеруну: 2010, 2011
- Володар Кубка Камеруну: 2011